# 보마노강
보마노강(이탈리아어: Vomano)은 몬토리오알보마노와 로세토델리아브루치를 지나가는 이탈리아의 강으로 길이는 76 km이다. 라틴어로는 보마누스(Vomanus)라고 한다. 그란사소에 있는 몬테 산 프란코가 발원지이며 로세토델리아브루치에 있는 바다로 흘러나간다.